# Faded
«Faded» es una canción del DJ y productor discográfico noruego Alan Walker, que cuenta con la participación de la cantante noruega Iselin Solheim como vocalista. El lanzamiento del sencillo fue fijado originalmente para el 25 de noviembre de 2015, pero fue retrasado hasta el 3 de diciembre de ese mismo año. La canción fue muy exitosa, alcanzando a entrar a los diez primeros lugares en la mayoría de los países en los que figuró y la primera posición en diez de ellos.
Walker tocó por primera vez «Faded» durante una presentación en vivo con Iselin Solheim, como apoyo a los X Games Oslo 2016. La presentación fue transmitida en vivo por la televisión noruega.  
La canción fue el tema musical de la película Laplace's Witch dirigida por Takashi Miike en 2018.
Para el 15 de mayo del 2025 el video en YouTube tiene a tres mil ochocientos millones de reproducciones.
Actualmente es la canción de música electrónica con más vistas de YouTube.  

## Vídeo musical
Un video musical fue lanzado, con Shahab Salehi (37) como protagonista. El video fue producido y editado por Bror Bror y dirigida por Richard y Tobias Häggbom, con Rikkard Häggbom también como el director de fotografía.
El video muestra a un joven que vaga con su mochila y una fotografía impresa de su casa en su mano. Está en una zona de desastre en un barrio completamente abandonado, algunos edificios y otras estructuras abandonadas están devastadas. El chico explora la zona para encontrar sobrevivientes o productos alimenticios. Debido a la devastación de la zona, intenta proteger su salud usando una cubierta improvisada de respiración. Guiado por la foto, finalmente localiza la casa de sus padres, pero se encuentra en ruinas. El protagonista se ve abatido y se quita la máscara, que deja el desenlace a la interpretación.
Podría ser que decida quitarse la máscara frente a la aparente falta de esperanza al ver la casa en ruinas o sólo para secarse la cara.
La canción "Paradise", cuyo video musical fue lanzado en septiembre de 2021 ocurre en la misma línea temporal que esta canción.  

### Lugares de grabación

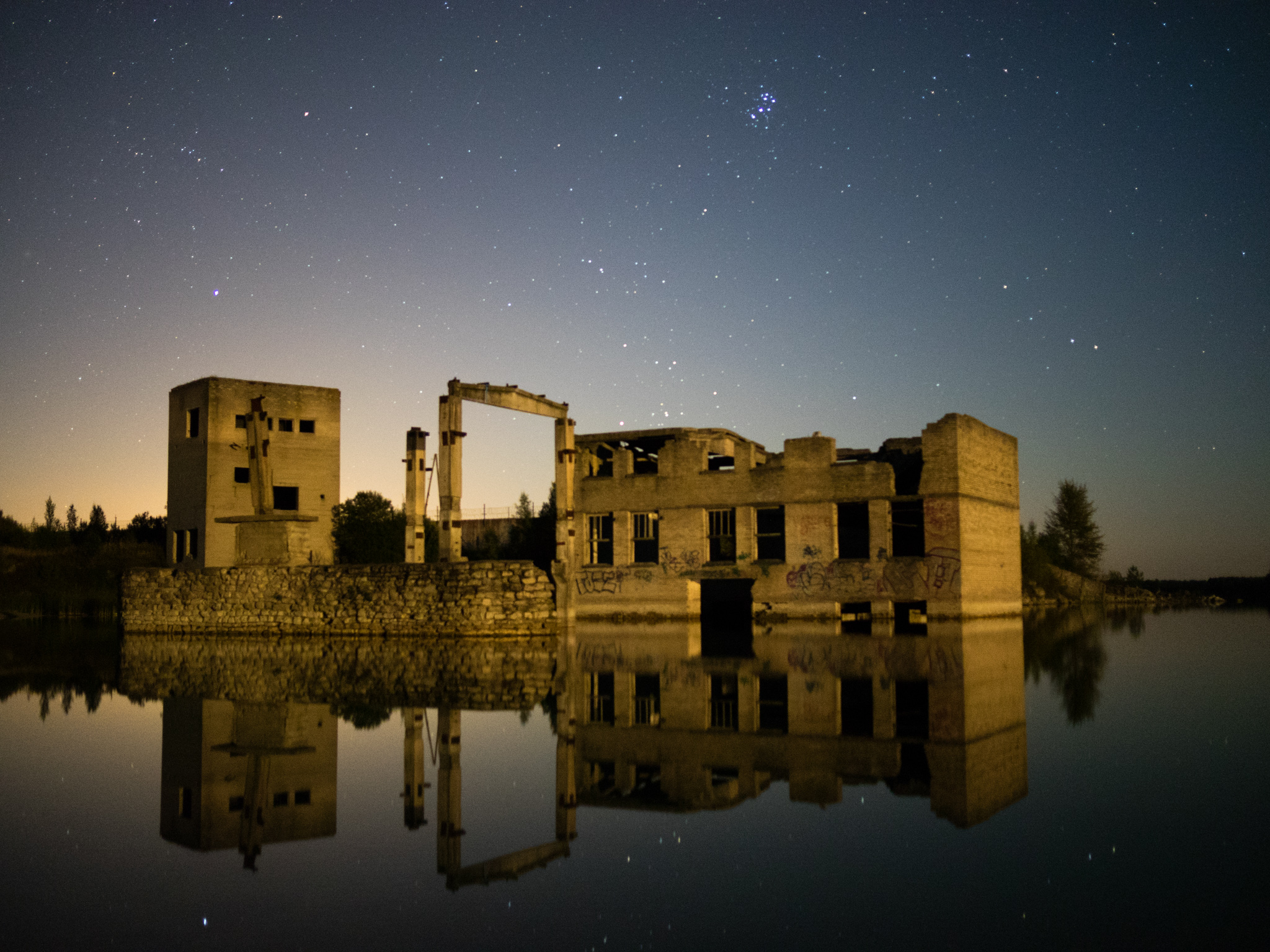
Derelict Rummu, edificios de utilidad de la cantera en el agua por la noche, septiembre de 2014.

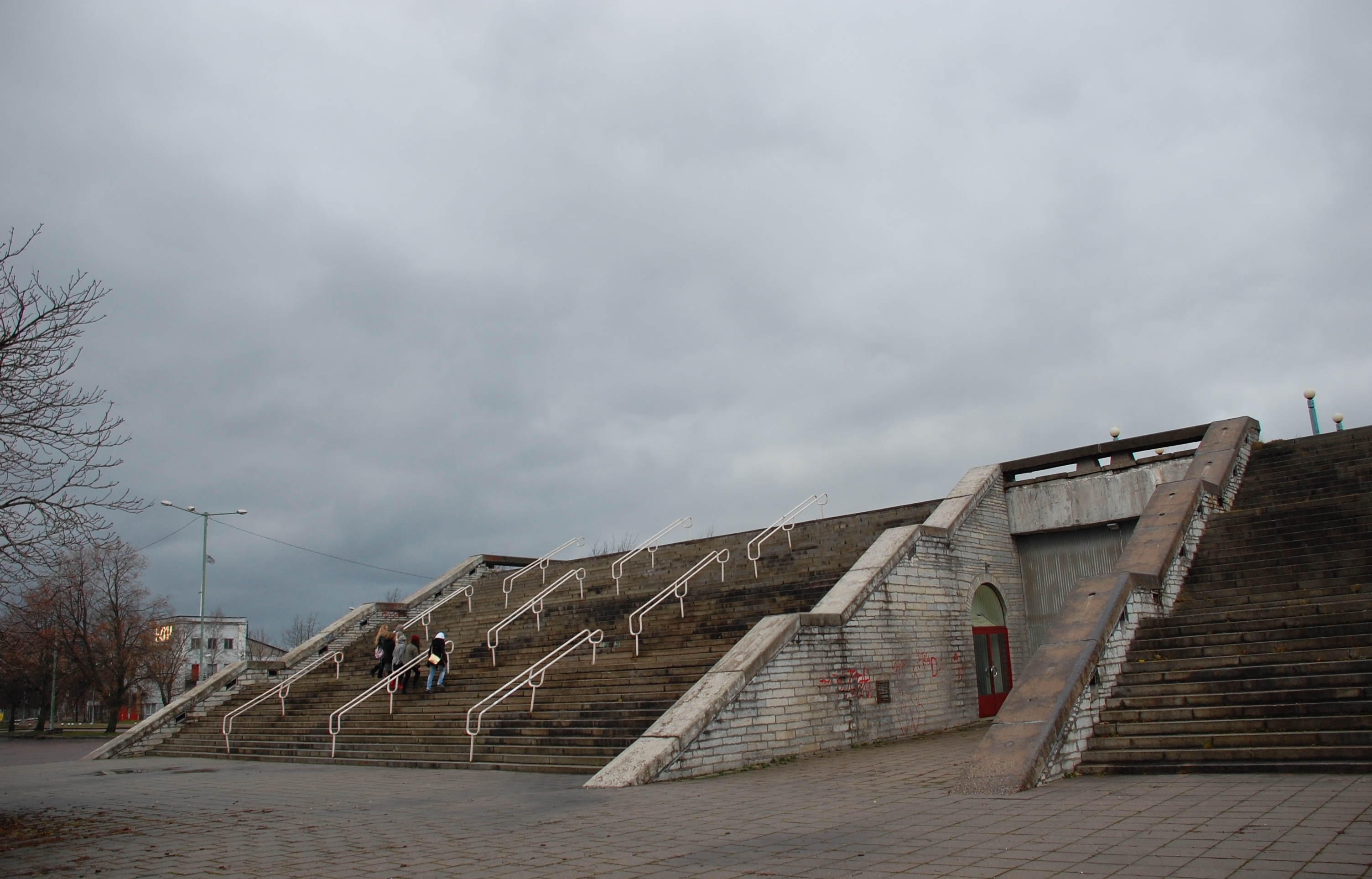
Linnahall En noviembre de 2011.
Arquitectos Raine Karp y Riina Altmäe

El video musical fue filmado en Estonia, principalmente en los edificios que estaban abandonados o en mal estado. La mayoría de los lugares de rodaje se entremezclan a través del vídeo y no aparecen en un orden continuo, Las localizaciones notables incluyen el edificio Linnahall (construido a partir de piedra caliza), un edificio en desuso que era utilizado para la fabricación de textiles Põhja puiestee 7 en Tallinn; la antigua prisión Rummu, la cantera Rummu y un lago aledaño en Vasalemma vald (un municipio rural); y algunos lugares de la ciudad de Paldiski. La última toma incluye las ruinas de un edificio cerca de la orilla en la Península de Pakri a las afueras de Paldiski, en las afueras del pueblo de Laoküla, Keila vald (59.327337 ° N 24.103941 ° E).
La cantera Rummu está situada justo al lado de la antigua prisión al aire libre Rummu, que se fusionó con la prisión de Murru, que a su vez se cerró el 31 de diciembre de 2012. Los internos de las antiguas prisiones Rummu y Murru excavaban y procesaban la piedra caliza de la cantera que había sido drenada de agua. El bombeo cesó en la década de 1990, y la cantera se llenó rápidamente de las aguas subterráneas, sumergiendo en ella algunos de los edificios para uso general y maquinaria.
Paldiski era una ciudad cerrada que empleaba a unas 16.000 personas para ejecutar las complejas instalaciones que apoyaron un amplio centro de entrenamiento submarino con dos reactores nucleares, uno a 70 MW de potencia, y el otro a 90 MW. Para albergar a las tropas temporales y las de formación, muchos edificios se convirtieron en cuarteles, los cuales habían quedado en mal estado ya que la ciudad se abrió en 1994, cuando los militares soviéticos la olvidaron. Esto siguió a los acontecimientos de 1991, cuando la Unión Soviética se derrumbó y Estonia recuperó su independencia. El control de las instalaciones nucleares se le abandonó a Estonia en 1995. Los reactores nucleares fueron cerrados, y todo el material nuclear fue transportado de vuelta a Rusia. Los reactores fueron retirados del servicio a partir de entonces.

## Posicionamiento en listas

### Listas semanales
| Lista (2015–16)                      | Mejor posición |
| ------------------------------------ | -------------- |
| Australia (ARIA)                     | 2              |
| Austria (Ö3 Austria Top 40)          | 1              |
| Bélgica (Flandes) (Ultratop 50)      | 2              |
| Canadá (Canadian Hot 100)            | 32             |
| Croacia (Airplay Radio Chart Top 20) | 1              |
| República Checa (Rádio Top 100)      | 15             |
| Dinamarca (Tracklisten)              | 3              |
| Finlandia (OFC)                      | 1              |
| Francia (SNEP)                       | 1              |
| Alemania (Official German Charts)    | 1              |
| Hungría (Single Top 40)              | 1              |
| Irlanda (IRMA)                       | 6              |
| Italia (FIMI)                        | 1              |
| Letonia (Latvijas Top 40)            | 1              |
| Países Bajos (Mega Single Top 100)   | 1              |
| Nueva Zelanda (Recorded Music NZ)    | 2              |
| Noruega (VG-lista)                   | 1              |
| Polonia (Polish Airplay Top 100)     | 1              |
| Eslovaquia (Rádio Top 100)           | 11             |
| España (Top 100 Canciones)           | 1              |
| España (Los 40 Principales)          | 1              |
| Suecia (Sverigetopplistan)           | 1              |
| Suiza (Schweizer Hitparade)          | 1              |
| Reino Unido (UK Singles Chart)       | 4              |

## Certificaciones
| Territorio     | Organismo certificador | Certificación            | Ventas certificadas | Ref.   |        |        |        |        |
| Europa         | Europa                 | Europa                   | Europa              | Europa | Europa | Europa | Europa | Europa |
| -------------- | ---------------------- | ------------------------ | ------------------- | ------ | ------ | ------ | ------ | ------ |
| Bélgica        | BEA                    | 2× Platino               | 40 000              | [ 33 ] |        |        |        |        |
| Austria        | IFPI Austria           | 2× Platino               | 60 000              | [ 34 ] |        |        |        |        |
| Dinamarca      | IFPI Denmark           | 2× Platino               | 120 000             | [ 35 ] |        |        |        |        |
| Italia         | FIMI                   | 8× Platino               | 400 000             | [ 36 ] |        |        |        |        |
| Alemania       | BVMI                   | Diamante                 | 1 000 000           | [ 37 ] |        |        |        |        |
| Noruega        | IFPI                   | 2× Platino               | 20 000              | [ 38 ] |        |        |        |        |
| Polonia        | ZPAV                   | 2× Diamante              | 200 000             | [ 39 ] |        |        |        |        |
| Suecia         | IFPI                   | 11× Platino              | 440 000             | [ 40 ] |        |        |        |        |
| España         | PROMUSICAE             | 4× Platino               | 160 000             | [ 41 ] |        |        |        |        |
| Finlandia      | Musiikkituottajat      | Platino                  | 10 000              | [ 42 ] |        |        |        |        |
| Reino Unido    | BPI                    | Platino                  | 600 000             | [ 43 ] |        |        |        |        |
| Países Bajos   | NVPI                   | Oro                      | 10 000              | [ 44 ] |        |        |        |        |
| Australia      |                        |                          |                     |        |        |        |        |        |
| Australia      | ARIA                   | 4× Platino               | 280 000             | [ 45 ] |        |        |        |        |
| Nueva Zelanda  | RIANZ                  | 2× Platino               | 30 000              | [ 46 ] |        |        |        |        |
| América        |                        |                          |                     |        |        |        |        |        |
| Estados Unidos | RIAA                   | Platino                  | 1 000 000           | [ 47 ] |        |        |        |        |
| México         | AMPROFON               | Diamante + Platino + Oro | 390,000             | [ 48 ] |        |        |        |        |

## Faded (restrung)
El 11 de febrero, Alan Walker publicó "Faded (restrung)", en el que la canción es interpretada con un piano y cuerdas. Walker escribió en una nota a la revista Fader, que había decidido en una versión alternativa de Faded, con el fin de "poner de relieve otros aspectos de la canción; presentarlo a otro público al que le agrade la voz y las melodías de Iselin [Solheim]."
El video musical de "Restrung" cuenta con Walker, Iselin Solheim y un conjunto de cuerdas de 11 personas, todos con las sudaderas deportivas con el logotipo de Alan Walker compuesto por sus iniciales estilizadas. El mismo equipo que creó el video de "Faded", también hizo el video musical de "Restrung" - Bror Bror fue el productor, Rikkard y Tobias Häggbom lo dirigieron y Shahab Salehi fue acreditado como asistente. La atmósfera de la filmación se asemeja mucho a la de "Faded", pero el video de "Restrung" fue filmado en un país muy diferente al original.

## Remixes
Grandes productores como Tiësto, Hardwell, Dash Berlin, Pink Panda, Mike Angelo, Mich y Julian Calor han remezclado la canción en sus respectivos blogs y perfiles de SoundCloud. Todos ellos siendo en descarga gratuita.